# ジェイ郡 (インディアナ州)
ジェイ郡（英: Jay County）は、アメリカ合衆国インディアナ州の東部に位置する郡である。2010年国勢調査での人口は21,253人であり、2000年の21,806人から2.5％減少した。郡庁所在地はポートランド市（人口6,223人）であり、同郡で人口最大の都市でもある。

## 歴史
ジェイ郡は1836年に設立された。ジョン・ジェイに因んで名付けられたことでは、アメリカ合衆国で唯一の郡である。ジェイはザ・フェデラリストとの共著者であり、連合規約の下で外務長官、アメリカ合衆国憲法が採択された後の初代合衆国最高裁判所長官を務め（在任1789年-1795年）、1829年に死亡していた。

## 地理
アメリカ合衆国国勢調査局に拠れば、郡域全面積は384.08平方マイル (994.8 km2)であり、このうち陸地383.90平方マイル (994.3 km2)、水域は0.18平方マイル (0.47 km2)で水域率は0.05％である。

### 主要高規格道路
出典:  National Atlas, U.S. Census Bureau
- アメリカ国道27号線
- インディアナ州道1号線
- インディアナ州道18号線
- インディアナ州道26号線
- インディアナ州道67号線
- インディアナ州道167号線

### 隣接する郡
- アダムズ郡 - 北
- マーサー郡 (オハイオ州) - 東
- ダーク郡 (オハイオ州) - 南東
- ランドルフ郡 - 南
- デラウェア郡 - 南西
- ブラックフォード郡 - 西
- ウェルズ郡 - 北西

## 気候と気象
近年、郡庁所在地であるウッドストック市の平均気温は1月の15°F (-9 ℃) から7月の84°F (29 ℃) まで変化している。過去最低気温は1985年1月に記録された-29°F (-34 ℃) であり、過去最高気温は1988年6月に記録された102°F (39 ℃) である。月間降水量は1月の1.87インチ (47 mm) から7月の4.40インチ (112 mm) まで変化している。

## 郡政府
郡政府は憲法による政体であり、インディアナ州憲法とインディアナ州法典によって特別の権力を認められている。

### 郡政委員会
郡政委員会は郡政府の立法府であり、郡の歳出や歳入を管理している。委員は郡内の選挙区から選出され、任期は4年間である。給与、年間予算、特別支出を設定する責任がある。郡レベルで所得税や資産税、消費税、サービス税を課する限定付き権限があるが、所得税と資産税は州の承認を要する。

### 行政委員会
行政委員会は郡政府の行政府である。委員は郡全体を選挙区に選出され、任期は4年間で2年毎に半数が改選される。委員の一人、通常は最も経験のある者が議長になる。行政委員会は郡政委員会が決めた法を実行し、税金を集め、郡政府の日々の機能を管理する責任がある。

### 郡裁判所
郡は巡回裁判所と上級裁判所を維持している。上級裁判所は小規模の訴訟を扱うところである。どちらも一般的司法権があり、巡回裁判所は少年事件と遺言検認事件に排他的審問権がある。いずれも判事は6年間任期で選出され、インディアナ州最高裁判所の法廷弁護士として認められていなければならない。特定の事件における判決に対しては、州レベルの巡回裁判所に控訴できる。

### 郡政府役人
上記以外に、検察官、評価官、保安官、検視官、監査官、財務官、登記官、測量士および巡回裁判所事務官が選挙で選ばれている。任期は4年間であり、郡政府の異なる部門を監督している。郡政府に選ばれる役人は支持政党を公にすることが求めら、また郡の住人でなければならない。
ジェイ郡はアメリカ合衆国下院議員インディアナ州第6選挙区に属している。インディアナ州議会上院では第27選挙区に属しており、下院では第33選挙区に属している。

## 人口動態
以下は2000年の国勢調査による人口統計データである。
| 基礎データ - 人口: 21,806人 - 世帯数: 8,405 世帯 - 家族数: 6,017 家族 - 人口密度: 22人/km2（57人/mi2） - 住居数: 9,074軒 - 住居密度: 9軒/km2（24軒/mi2） 人種別人口構成 - 白人: 97.64% - アフリカン・アメリカン: 0.25% - ネイティブ・アメリカン: 0.17% - アジア人: 0.34% - 太平洋諸島系: 0.02% - その他の人種: 0.85% - 混血: 0.73% - ヒスパニック・ラテン系: 1.79% 先祖による構成 - アメリカ人：32.9％ - ドイツ系：28.1％ - イギリス系：8.8％ - アイルランド系：8.6％ | 年齢別人口構成 - 18歳未満: 27.0% - 18-24歳: 7.7% - 25-44歳: 27.3% - 45-64歳: 23.3% - 65歳以上: 14.7% - 年齢の中央値: 37歳 - 性比（女性100人あたり男性の人口） - 総人口: 96.3 - 18歳以上: 92.5 世帯と家族（対世帯数） - 18歳未満の子供がいる: 32.3% - 結婚・同居している夫婦: 58.8% - 未婚・離婚・死別女性が世帯主: 9.1% - 非家族世帯: 28.4% - 単身世帯: 24.8% - 65歳以上の老人1人暮らし: 12.2% - 平均構成人数 - 世帯: 2.57人 - 家族: 3.06人 収入と家計 - 収入の中央値 - 世帯: 35,700米ドル - 家族: 41,850米ドル - 性別 - 男性: 31,031米ドル - 女性: 21,015米ドル - 人口1人あたり収入: 16,686米ドル - 貧困線以下 - 対人口: 9.1% - 対家族数: 5.8% - 18歳未満: 12.4% - 65歳以上: 7.9% |

## 郡区
ジェイ郡は下記12の郡区に分割されている。
| - ベアクリーク - グリーン - ジャクソン - ジェファーソン | - ノックス - マディソン - ノーブル - ペン | - パイク - リッチランド - ウォバッシュ - ウェイン |

## 都市と町
| - ブライアント - ペンビル | - ポートランド - 郡庁所在地 - レッドキー | - サラモニア - ダンカーク |

## 文学作品の中で
ハリイ・タートルダヴの小説『世界戦争：平衡の中で』（New York:Random House (1994), Chapter 14, copyright 1994）の中には次のような記述があり、これは州道1号線と同18号線が交差する地点に近いフィアットという未編入の町に触れたものである。
「ジェンズは排気されたガソリンスタンドからくすねてきた地図を見た。思ったとおりの場所にいるならば、神によって直ぐにインディアナ州フィアットの大都市圏に近付いているはずだった。それを見たとき彼は思わず作り笑いして、演説口調で『そして神は言った。インディアナ州フィアット、そこにはインディアナ州が有った』と呟いた。」